# Strzelectwo na Letniej Uniwersjadzie 2007 – pistolet pneumatyczny 10 metrów kobiet drużynowo
Zawody strzeleckie w konkurencji "pistolet pneumatyczny 10 metrów kobiet drużynowo" odbyły się 10 sierpnia na obiekcie Shooting Range w Bangkoku.
Złoto wywalczyły Ukrainki (Julija Korostylowa, Ołena Kostewycz, Inna Kriaczko). Srebro zdobyły Koreanki z południa (In So-youn, Lee Ho-lim, Han Yoo-jung). Brąz przypadł Hinduskom (Sarao Harveen, Sitwita Chaudhary, Kaur Lakhbir) 
Ukrainki wynikiem 1153 punkty ustanowiły nowy rekord uniwersjady.

## Wyniki
| Rk. | Kraj                                                                            | Punkty |
| 1   | Ukraina Julija Korostylowa Ołena Kostewycz Inna Kriaczko                        | 1153   |
| 2   | Korea Południowa In So-youn Lee Ho-lim Han Yoo-jung                             | 1151   |
| 3   | Indie Sarao Harveen Sitwita Chaudhary Kaur Lakhbir                              | 1143   |
| 4   | Tajlandia Wanwarin Yusawat Warinya Butcha Anyada Anuwongcharean                 | 1134   |
| 5   | Chińskie Tajpej Tien Chia-chen Huang Yi-lin Hung Kuan-lin                       | 1130   |
| 6   | Rosja Kira Mozgałowa Alona Susłonowa Jelena Toiczka                             | 1130   |
| 7   | Mongolia Munkhzul Tsogbadrakh Kherlentsetseg Gantumur Bayartsetseg Tumur Chudur | 1129   |
| 8   | Polska Beata Bartkow-Kwiatkowska Sandra Stankiewicz Marlena Bartoszczyk         | 1129   |
| 9   | Serbia Zorana Arunović Jasmina Grgić Jovana Rula                                | 1129   |
| 10  | Chiny                                                                           | 1128   |
| 11  | Węgry                                                                           | 1123   |
| 12  | Czechy                                                                          | 1122   |
| 13  | Singapur                                                                        | 1115   |
| 14  | Kazachstan                                                                      | 1106   |
| 15  | Estonia                                                                         | 1098   |
| 16  | Kanada                                                                          | 1091   |
| 17  | Filipiny                                                                        | 981    |